# Fredric
Fredric est un prénom masculin anglais, norvégien et suédois pouvant désigner :

## Prénom
- Fredric Aasbø (en) (né en 1985), pilote cascadeur norvégien
- Fredric Abbott (en) (1928-1996), acteur australien
- Fredric Anderberg (en) (né en 1994), joueur suédois de hockey sur glace
- Fredric Baur (1918-2008), chimiste américain en conditionnement des aliments
- Fredric Holen Bjørdal (en) (né en 1990), homme politique norvégien
- Fredric Brandt (en) (1949-2015), chercheur américain en dermatologie
- Fredric Brown (1906-1972), écrivain américain de science-fiction
- Fredric N. Busch (en) (né en 1958), psychiatre américain
- Fredric Gary Comeau (né en 1970), chanteur et compositeur acadien
- Fredric Dannen (en), journaliste et auteur américain
- Fredric Fendrich (en) (né en 1988), joueur suédois de football
- Fredric M. Frank (1911-1977), scénariste américain
- Fredric Hasselquist (1722-1752), naturaliste et explorateur suédois
- Fredric Hobbs (en) (1931-2018), artiste et réalisateur américain
- Fredric Hope (1900-1937), directeur artistique américain
- Fredric Horn (1725-1796), général suédois
- Fredric Jackson (en) (1907-1990), évêque anglican canadien
- Fredric Jameson (né en 1934), critique littéraire et marxiste américain
- Fredric Kroll (en) (né en 1945), compositeur américano-allemand
- Fredric Landelius (1884-1931), tireur sportif suédois
- Fredric Lean (en), réalisateur et documentariste français
- Fredric Lebow (en) (né en 1956), scénariste américain
- Fredric Lehne (né en 1959), acteur américain
- Fredric Lieberman (en) (1940-2013), ethnomusicologue et compositeur américain
- Fredric Lundqvist (en) (né en 1976), joueur suédois de football
- Fredric R. Mann (en) (1903-1987), industriel et mécène américain
- Fredric March (1897-1975), acteur américain
- Fredric Pettersson (né en 1989), joueur suédois de handball
- Fredric Rieders (en) (1922-2005), toxicologue américain
- Fredric Steinkamp (1928-2002), monteur américain
- Fredric Tomczyk (en), homme d'affaires
- Fredric von Rettig (1843-1914), homme d'affaires suédois
- Fredric Warburg (en) (1898-1981), publiciste britannique
- Fredric Weigel (en) (né en 1992), joueur suédois de hockey sur glace
- Fredric Wertham (1895-1981), psychiatre américain
- Fredric Westin (1782-1862), peintre d'histoire et portraitiste suédois
- Fredric Wise (en) (1871-1928), homme politique britannique

### Deuxième prénom
- Wilhelm Fredric Dalman (1801-1881), publiciste et homme politique suédois
- Claës Fredric Hornstedt (1758-1809), naturaliste suédois
- A. Fredric Leopold (en) (1919-2008), maire américain de Beverly Hills, Californie
- Joshua Fredric Smith (en) (né c. 1981), acteur américain

## Référence
1. ↑  (en) « 10th Century Frisian Masculine Names », sur heraldry.sca.org (consulté le 28 décembre 2017)